# Taylor (Arkansas)
Taylor is een plaats (city) in de Amerikaanse staat Arkansas, en valt bestuurlijk gezien onder Columbia County.

## Demografie
Bij de volkstelling in 2000 werd het aantal inwoners vastgesteld op 566.
In 2006 is het aantal inwoners door het United States Census Bureau geschat op 539, een daling van 27 (-4,8%).

## Geografie
Volgens het United States Census Bureau beslaat de plaats een oppervlakte van
2,6 km², geheel bestaande uit land. Taylor ligt op ongeveer 81 m boven zeeniveau.

## Plaatsen in de nabije omgeving
De onderstaande figuur toont nabijgelegen plaatsen in een straal van 32 km rond Taylor.